# Il tempio di Cnido
Il tempio di Cnido è un poema in prosa, in sette canti, scritto da Montesquieu e pubblicato senza il nome dell'autore nel 1725.

## Trama
(Montesquieu)
La trama simboleggia l'amore bucolico opposto a quello cittadino. Aristea ed Antiloco, insieme alle proprie amate, dopo aver lasciato il tempio di Venere a Cnido, in Asia Minore, essere passati attraverso la grotta della Gelosia ed essersi calmati presso l'altare di Bacco, raggiungono epiloghi diversi. Nella prima coppia, l'inclinazione naturale prevale, le vicende della seconda coppia si concludono invece con il trionfo della virtù e la sconfitta della passione.